# Frankenbergerius nanus
Frankenbergerius nanus är en skalbaggsart som beskrevs av Frolov och Clarke H. Scholtz 2005. Frankenbergerius nanus ingår i släktet Frankenbergerius och familjen bladhorningar. Inga underarter finns listade i Catalogue of Life.